# Ильтяково
Ильтяково — село в Шадринском районе Курганской области. Административный центр Ильтяковского сельсовета.

## История
До 1917 года в составе Крестовской волости Шадринского уезда Пермской губернии. По данным на 1926 год деревня Ильтякова состояла из 187 хозяйств. В административном отношении являлась центром Ильтяковского сельсовета Шадринского района Шадринского округа Уральской области.

## Население
| 1989 | 2002 | 2010 |
| ---- | ---- | ---- |
| 435  | ↘371 | ↘234 |

По данным переписи 1926 года в деревне проживало 861 человек (394 мужчины и 467 женщин), в том числе: русские составляли 100 % населения.
Согласно результатам Всероссийской переписи населения 2002 года, в национальной структуре населения русские составляли 94 %.